# 高松市道片原町沖松島線
高松市道 片原町沖松島線（たかまつしどう かたはらまちおきまつしません）は、香川県高松市兵庫町から高松市福岡町三丁目へ至る市道である。路線番号はA0242。

## 概要
- 高松市北部市街地から沖松島と呼ばれる福岡町三丁目一帯へ至る歩道・自転車道付き2車線の幹線街路である。
- 起点から井口町交差点までは高松中央商店街の一部となっていて、自転車歩行者専用道路であるため自動車の通行は出来ない。
- 市道丸亀町栗林線及び市道兵庫町丸の内線との交点である北部三町ドーム北側には、かつて江戸時代に讃岐国各地と高松城を結んだ五街道全ての起点となっていた常磐橋が存在し、当道路のうち常磐橋以西は旧丸亀街道、以東は旧志度街道及び旧長尾街道のルートとなっていた。なお、旧長尾街道及び旧志度街道はそれぞれ井口町交差点及び新橋西交差点で南下しており、新橋西交差点以東における当道路は明治以降に新たに作られた部分である。

## 路線データ
- 本線（Google マップ）
  - 起点：香川県高松市兵庫町2番地9（兵庫町交差点・国道30号交点）
  - 終点：香川県高松市福岡町三丁目33番地2[1]（下水処理場南交差点・市道福岡林線交点）
- 総延長：2.400km
- 実延長：総延長に同じ（被重複区間なし）
- 幅員
  - 起点-井口町交差点：11m
  - 井口町交差点-終点：18m
- 車線数：車線無し、2車線
- 最高速度：40km/h
- 通行規制
  - 自転車歩行者専用道路：起点-井口町交差点

## 都市計画道路指定
当市道は大部分が都市計画道路に指定されており、指定名は市道名と同じく片原町沖松島線。起点・終点とも当市道のそれと同一である。1946年6月5日、戦災復興院告示第39号により指定。車線数・名称の変更などを除く最終決定日は1978年12月21日。最終告示は、2004年5月17日の高松市告示第325号。
都市計画道路片原町沖松島線
- 指定部分：全線
- 路線番号：3・4・116
- 指定日：1946年6月5日

## 沿線施設
- 高松中央商店街
  - 三井住友銀行高松支店
  - 香川銀行兵庫町支店
  - 丸亀町壱番街
  - むうぶ片原町
  - ことでん片原町駅
  - 高松信用金庫片原町支店
- マルナカ通町店
- 高松井口町郵便局
- 杣場川緑道
- 香川県信用組合新橋支店
- マルナカ松福店
  - 香川銀行通町支店（2020年1月14日にマルナカ松福店敷地内に移転。同時に福岡町支店をブランチインブランチ）
- ミドリ安全四国支社
- 業務スーパー松福店
- カゴメ四国支店
- JA香川県塩上支店（2012年に当支店に統合され無人化された旧松福支店跡地に2023年移転）
- 高松福岡町郵便局
- 百十四銀行松福クイックスクエア（旧松福支店。2020年に東支店にブランチインブランチ）
- 高松市福岡会館
- 四国電気保安協会香川支部電気相談センター
- 高松市福岡町プール
- 高松市総合体育館

## バス路線
当市道はことでんバス屋島大橋線の路線となっており、約1時間ごとに一日12往復半（下り12本・上り13本）が運行している。
ことでんバス
- 屋島大橋線：5 井口町 - 県体育館前 - 沖松島

## 重複区間
なし

## 通過する自治体
- 香川県高松市

## 交差・接続している道路
| 接続する道路 南← ＜市道片原町沖松島線＞ →北 | 接続する道路 南← ＜市道片原町沖松島線＞ →北 | 交差点         | 交差点 |
| ------------------------------------------- | ------------------------------------------- | -------------- | ------ |
| ↑＜兵庫町商店街＞ 市道兵庫町西通町線        |                                             |                |        |
| ＜中央通り＞ 国道30号（国道436号重複）      | ＜中央通り＞ 国道30号（国道436号重複）      | 兵庫町         | 高松市 |
| ＜丸亀町商店街＞ 市道丸亀町栗林線           | 市道兵庫町丸の内線                          | 北部三町ドーム | 高松市 |
| ＜ライオン通り商店街＞ 市道片原町古馬場線   | -                                           |                | 高松市 |
| ＜フェリー通り＞ 市道魚屋町栗林線           | ＜フェリー通り＞ 市道魚屋町栗林線           | （片原町）     | 高松市 |
| ＜旧長尾街道＞ 県道160号高松港栗林公園線    | 県道160号高松港栗林公園線                   | 井口町         | 高松市 |
| ＜旧志度街道＞ 市道東浜港多賀線             | 市道東浜港多賀線                            | 新橋西         | 高松市 |
| 杣場川                                      | 杣場川                                      | 新橋           | 高松市 |
| 市道朝日町仏生山線                          | 市道朝日町仏生山線                          | 松福町         | 高松市 |
| 県道157号高松東港線                         | 県道157号高松東港線                         | 福岡町4丁目    | 高松市 |
| 市道福岡林線                                | 市道福岡林線                                | 下水処理場南   | 高松市 |

## 愛称・通称
- 兵庫町商店街　兵庫町交差点-北部三町ドーム
- 片原町商店街（けやき通り）　北部三町ドーム-井口町交差点